# Barajores
Barajores es una localidad de la provincia de Palencia (Castilla y León, España) que pertenece al municipio de Respenda de la Peña.

## Geografía
En la comarca de la Montaña Palentina, Barajores, situado en la orilla de poniente del arroyo de Villafría es un pueblo dedicado fundamentalmente a las labores agrícolas, favorecidas por las aguas del citado arroyo y por el clima más benigno de los valles que circundan el municipio.
Las poblaciones más cercanas son: Respenda de la Peña (1,4 km), Vega de Riacos (1,9 km) y Recueva de la Peña (2,3 km).

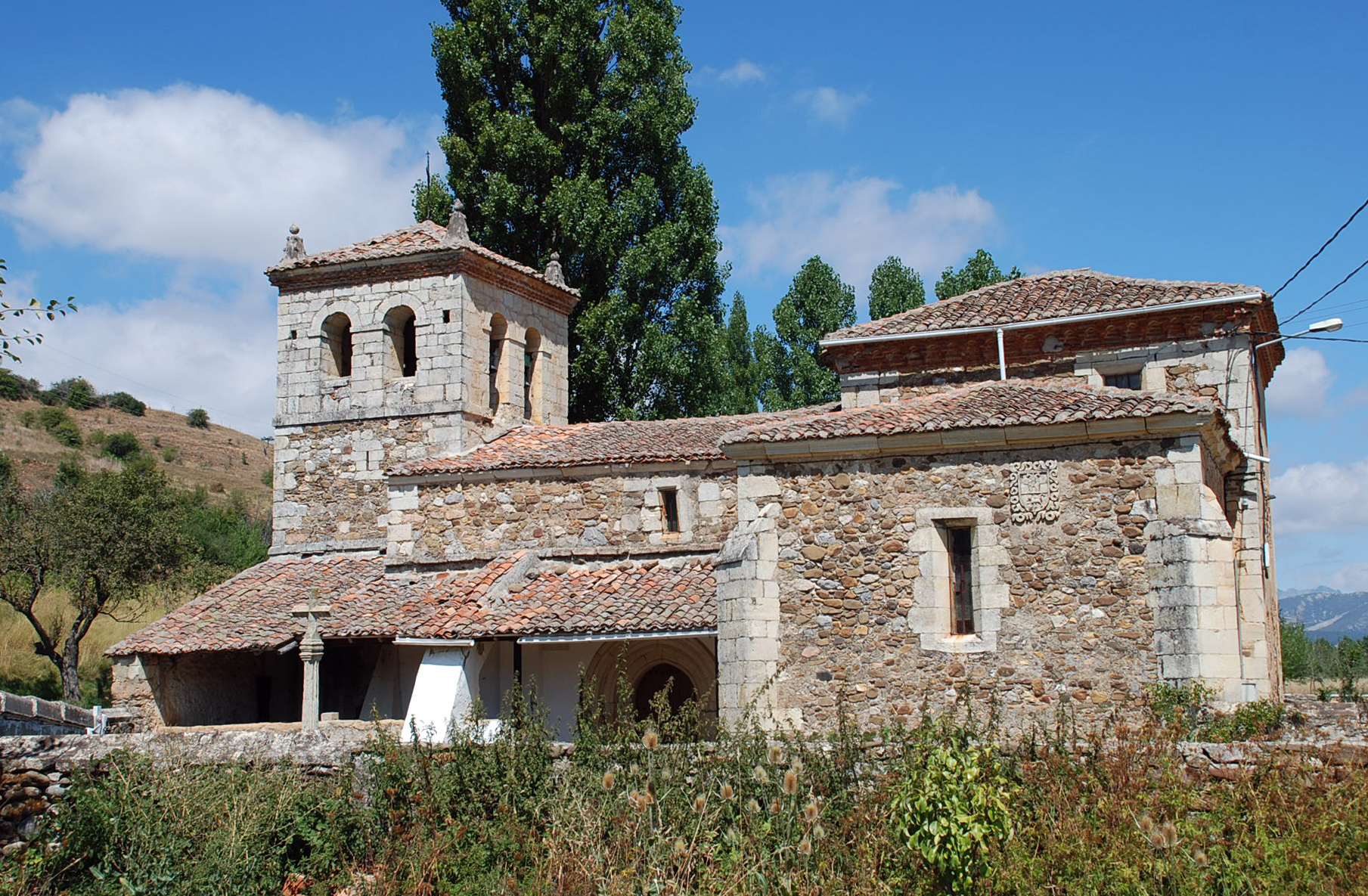
Iglesia parroquial de Santa Bárbara. En la fachada de acceso al templo se ubica el cementerio, así como un buen ejemplo de cruz de término.

## Demografía
Evolución de la población en el siglo XXI
| Gráfica de evolución demográfica de Barajores entre 2000 y 2020    |
|                                                                    |
| Población de derecho (2000-2020) según el padrón municipal del INE |

## Historia
El nombre del pueblo parece tener un significado relacionado con la vida del campo. Se piensa que podría traducirse por lugar de varas mimbreras, si proviniera del céltico vara aga. Sin embargo, antiguos documentos donde aparece mencionado el lugar lo consignan como Barajosos o Barallosos, que deriva del término ibérico baralio o maralio, que quiere decir cordón de hierba. Esta acepción parece ser más plausible, ya que aún en la actualidad en esta zona de montaña se conoce como marallo a la fila o cordón de hierba cortada que se deja al segar. Del término derivan palabras como amarallar, es decir, cargar el marallo en el carro.
Se sabe que los habitantes del lugar ya se dedicaban a labrar la tierra en los tiempos en que esta zona era de frecuente tránsito para las legiones romanas. 
En el Libro de las Behetrías de Pedro I de Castilla, se habla de Varajosos, y se especifica que el lugar es de solariego, perteneciendo a Juan Rodríguez de Cisneros.
A la caída del Antiguo Régimen la localidad se constituye en municipio constitucional que en el censo de 1842 contaba con 9 hogares y 47 vecinos, para posteriormente integrarse en Respenda de la Peña.

## Monumentos

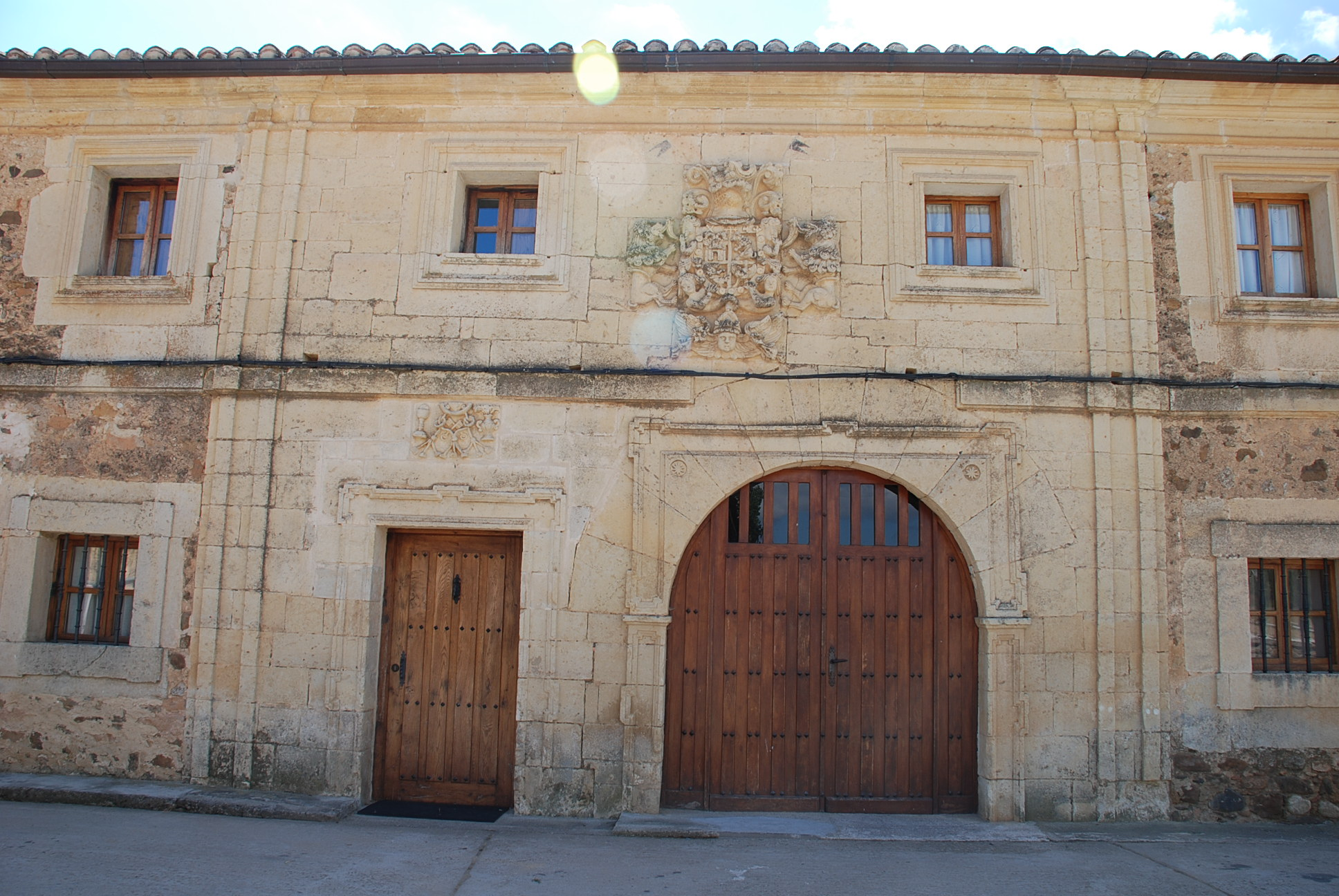
Casa blasonada, datada en el, situada en Barajores. Esta mansión fue propiedad del Marqués de la Valdavia.

- Iglesia parroquial de Santa Bárbara: Situado en un extremo del caserío, junto a la carretera de salida del pueblo hacia Villalbeto de la Peña. De un románico tardío y rural, sufrió diversas transformaciones en épocas posteriores.
- Casa blasonada: Datada en el siglo XVII. Esta mansión fue propiedad del Marqués de la Valdavia. Actualmente funciona como alojamiento rural.